# Стенография
Стенографията (позната понякога още като краткопис) представлява специална система за постигане на значително ускоряване на писането посредством специфични знаци и правила. Стенографията има за цел:
- да бъдат отбелязани точно и възстановени сигурно изговорените думи (от речи, дебати, диктовки и др.);
- да се облекчи писането за собствени нужди и за кореспонденция с други лица, които боравят със стенографското писмо.

Съществуват много форми на стенография. Обичайната стенографска система предоставя символи и съкращения за думи и често срещани фрази, което може да позволи на някой добре обучен по системата да пише със същата бързина, с която хората говорят. Методите за съкращение са базирани на дадена азбука, като се използват различни подходи. Няколко програми с автоматично допълване на текст, самостоятелни или интегрирани в текстови редактори, също могат да включват стенографски функции за често срещани фрази. Много журналисти използват тази техника на писане, за да могат бързо да си водят записки и бележки на пресконференции и други подобни случаи.
Стенографията се използва повече в миналото, преди изобретяването на звукозаписа и диктофоните. Системата се е считала за основна част от обучението на секретарите и полицаите, както и особено полезна за журналистите. Макар главната употреба на стенографията да е за записване на устна диктовка или дискурс, някои системи се използват за компактно изразяване. Например, медицински лица могат да използват стенография в медицински карти и кореспонденция. Стенографските записки обикновено са временни и целят незабавна употреба или да бъдат основа на по-нататъшно печатане, въвеждане на данни или транскрипция към нормален ръкопис, макар да съществуват и дългосрочни приложения, като например за шифриране (известен пример е дневника на Самюъл Пийпс).

## В България
Нуждата от стенография в България е почувствана остро още при воденето на протоколите на Учредителното събрание през 1879 г. и Григор Начович още през лятото на 1879 г. търси добър стенограф в чужбина. На поканата му откликва младият словенец Антон Безеншек, който идва в София през есента на 1879 г., основава стенографско бюро към Народното събрание и става основоположник на българската стенография. Дневниците на Първото обикновено народно събрание вече се стенографират.